# Barjac (Ariège)
Pour les articles homonymes, voir Barjac.
Barjac est une commune française, située dans le département de l'Ariège en région Occitanie.
Localisée dans le nord-ouest du département, la commune  fait partie, sur le plan historique et culturel, du Couserans, pays aux racines gasconnes structuré par le cours du Salat (affluent de la Garonne). Exposée à un climat océanique altéré, elle est drainée par divers petits cours d'eau. Incluse dans le parc naturel régional des Pyrénées ariégeoises, la commune possède un patrimoine naturel remarquable composé d'une zone naturelle d'intérêt écologique, faunistique et floristique.
Barjac est une commune rurale qui compte 43 habitants en 2022, après avoir connu un pic de population de 311 habitants en 1851. Elle fait partie de l'aire d'attraction de Saint-Girons. Ses habitants sont appelés les Barjacois ou Barjacoises.

## Géographie

### Localisation
La commune de Barjac se trouve dans le département de l'Ariège, en région Occitanie, dans le Volvestre au nord de Saint-Girons. Elle fait partie des Petites Pyrénées et du parc naturel régional des Pyrénées ariégeoises.
Elle se situe à 40 km à vol d'oiseau de Foix, préfecture du département, à 9 km de Saint-Girons, sous-préfecture, et à 7 km de Saint-Lizier, bureau centralisateur du canton des Portes du Couserans dont dépend la commune depuis 2015 pour les élections départementales.
La commune fait en outre partie du bassin de vie de Saint-Girons.
Les communes les plus proches sont : 
Lasserre (3,0 km), Tourtouse (3,2 km), Bédeille (3,5 km), Gajan (3,7 km), Bagert (4,4 km), Taurignan-Vieux (4,5 km), Taurignan-Castet (4,5 km), Montardit (4,9 km).
Sur le plan historique et culturel, Barjac fait partie du Couserans, pays aux racines gasconnes structuré par le cours du Salat (affluent de la Garonne), que rien ne prédisposait à rejoindre les anciennes dépendances du comté de Foix.

### Communes limitrophes
Barjac est limitrophe de six autres communes.
Les communes limitrophes sont Bédeille, Gajan, Lasserre, Taurignan-Castet, Taurignan-Vieux et Tourtouse.
| Bédeille         | Tourtouse |          |
| Taurignan-Castet | Barjac    | Lasserre |
| Taurignan-Vieux  | Gajan     |          |

### Géologie et relief
La commune est située pour partie dans les Pyrénées, une chaîne montagneuse jeune, érigée durant l'ère tertiaire (il y a 40 millions d'années environ), en même temps que les Alpes, et pour partie dans le Bassin aquitain, le deuxième plus grand bassin sédimentaire de la France après le Bassin parisien. Elle est marquée par le front du chevauchement frontal nord-pyrénéen qui la traverse d'est en ouest, séparant la Zone nord-pyrénéenne (ZNP) au sud de la Zone sous-pyrénéenne (ZSP) au nord, qui constitue la frange sud du Bassin aquitain. Les terrains affleurants sur le territoire communal sont constitués de roches sédimentaires datant du Mésozoïque, anciennement appelé Ère secondaire, qui s'étend de −252,2 à −66,0 Ma. La structure détaillée des couches affleurantes est décrite dans la feuille « n°1056 - Le Mas d'Azil » de la carte géologique harmonisée au 1/50 000ème du département de l'Ariège, et sa notice associée.
La superficie cadastrale de la commune publiée par l’Insee, qui sert de références dans toutes les statistiques, est de 2,78 km2,. La superficie géographique, issue de la BD Topo, composante du Référentiel à grande échelle produit par l'IGN, est quant à elle de 2,73 km2.L'altitude du territoire varie entre 404 m et 603 m.

### Hydrographie

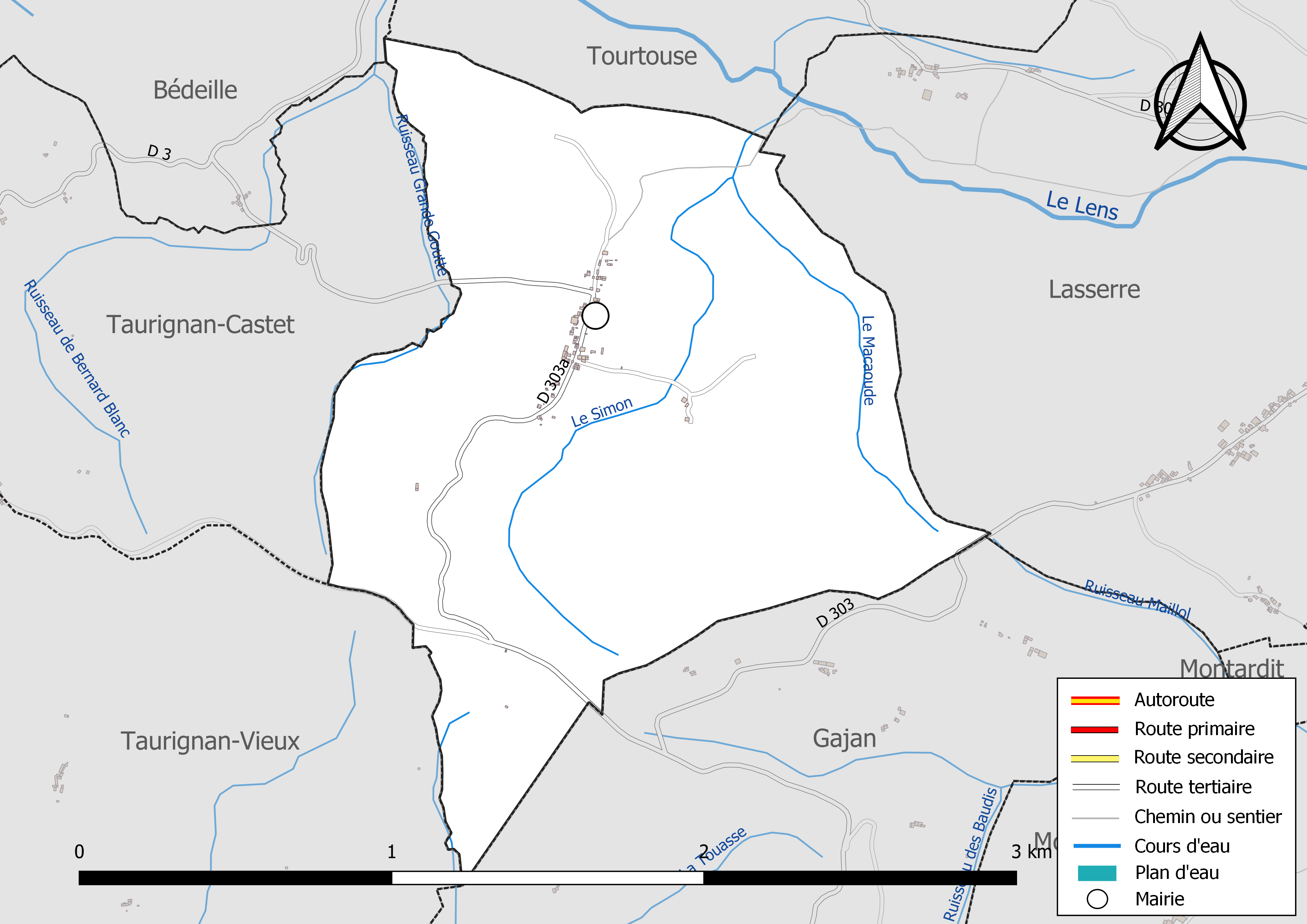
Réseaux hydrographique et routier de Barjac.

La commune est dans le bassin versant de la Garonne, au sein du bassin hydrographique Adour-Garonne. Elle est drainée par le Macaoude, le Simon, le ruisseau Grande Goutte et par divers petits cours d'eau, constituant un réseau hydrographique de 4 km de longueur totale,.

### Climat
Pour des articles plus généraux, voir Climat de l'Occitanie et Climat de l'Ariège.
En 2010, le climat de la commune est de type climat océanique altéré, selon une étude s'appuyant sur une série de données couvrant la période 1971-2000. En 2020, Météo-France publie une typologie des climats de la France métropolitaine dans laquelle la commune est exposée à un climat de montagne et est dans la région climatique Pyrénées centrales, caractérisée par une pluviométrie annuelle de 1 000 à 1 200 mm.
Pour la période 1971-2000, la température annuelle moyenne est de 12,2 °C, avec une amplitude thermique annuelle de 15,2 °C. Le cumul annuel moyen de précipitations est de 922 mm, avec 9,5 jours de précipitations en janvier et 6,7 jours en juillet. Pour la période 1991-2020, la température moyenne annuelle observée sur la station météorologique la plus proche, située sur la commune de Lorp-Sentaraille à 6 km à vol d'oiseau, est de 12,5 °C et le cumul annuel moyen de précipitations est de 973,2 mm,. Pour l'avenir, les paramètres climatiques de la commune estimés pour 2050 selon différents scénarios d'émission de gaz à effet de serre sont consultables sur un site dédié publié par Météo-France en novembre 2022.

### Milieux naturels et biodiversité

#### Espaces protégés
La protection réglementaire est le mode d’intervention le plus fort pour préserver des espaces naturels remarquables et leur biodiversité associée,.
La commune fait partie du parc naturel régional des Pyrénées ariégeoises, créé en 2009 et d'une superficie de 245 973 ha, qui s'étend sur 138 communes du département. Ce territoire unit les plus hauts sommets aux frontières de l’Andorre et de l’Espagne (la Pique d’Estats, le Mont Valier, etc) et les plus hautes vallées des avants-monts, jusqu’aux plissements du Plantaurel.

#### Zones naturelles d'intérêt écologique, faunistique et floristique

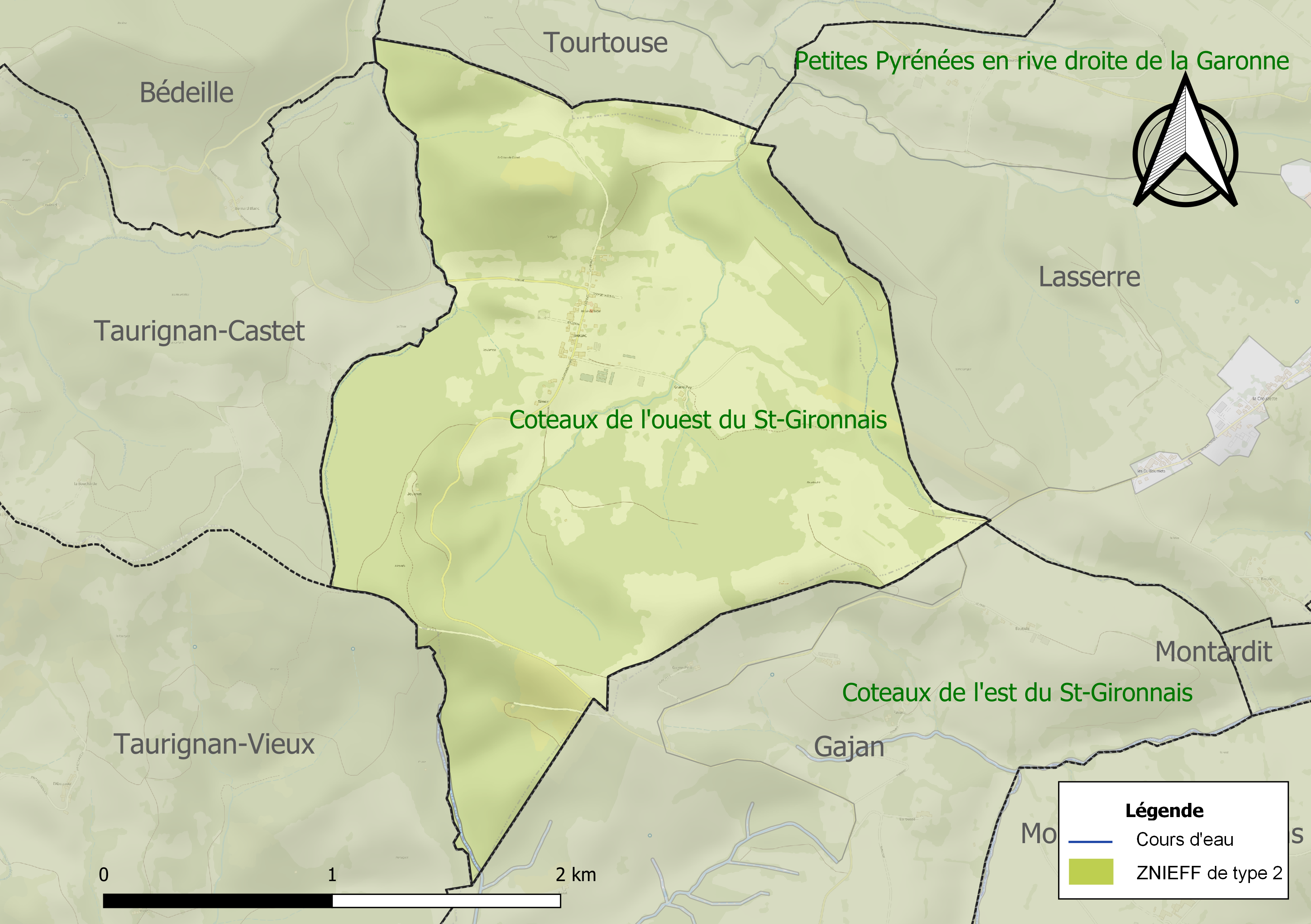
Carte de la ZNIEFF de type 2 localisée sur la commune.

L’inventaire des zones naturelles d'intérêt écologique, faunistique et floristique (ZNIEFF) a pour objectif de réaliser une couverture des zones les plus intéressantes sur le plan écologique, essentiellement dans la perspective d’améliorer la connaissance du patrimoine naturel national et de fournir aux différents décideurs un outil d’aide à la prise en compte de l’environnement dans l’aménagement du territoire.
Une ZNIEFF de type 2 est recensée sur la commune :
les « coteaux de l'ouest du Saint-Gironnais » (7 504 ha), couvrant 17 communes dont 13 dans l'Ariège et 4 dans la Haute-Garonne.

## Urbanisme

### Typologie
Au 1er janvier 2024, Barjac est catégorisée commune rurale à habitat très dispersé, selon la nouvelle grille communale de densité à 7 niveaux définie par l'Insee en 2022.
Elle est située hors unité urbaine. Par ailleurs la commune fait partie de l'aire d'attraction de Saint-Girons, dont elle est une commune de la couronne,. Cette aire, qui regroupe 70 communes, est catégorisée dans les aires de moins de 50 000 habitants,.

### Occupation des sols

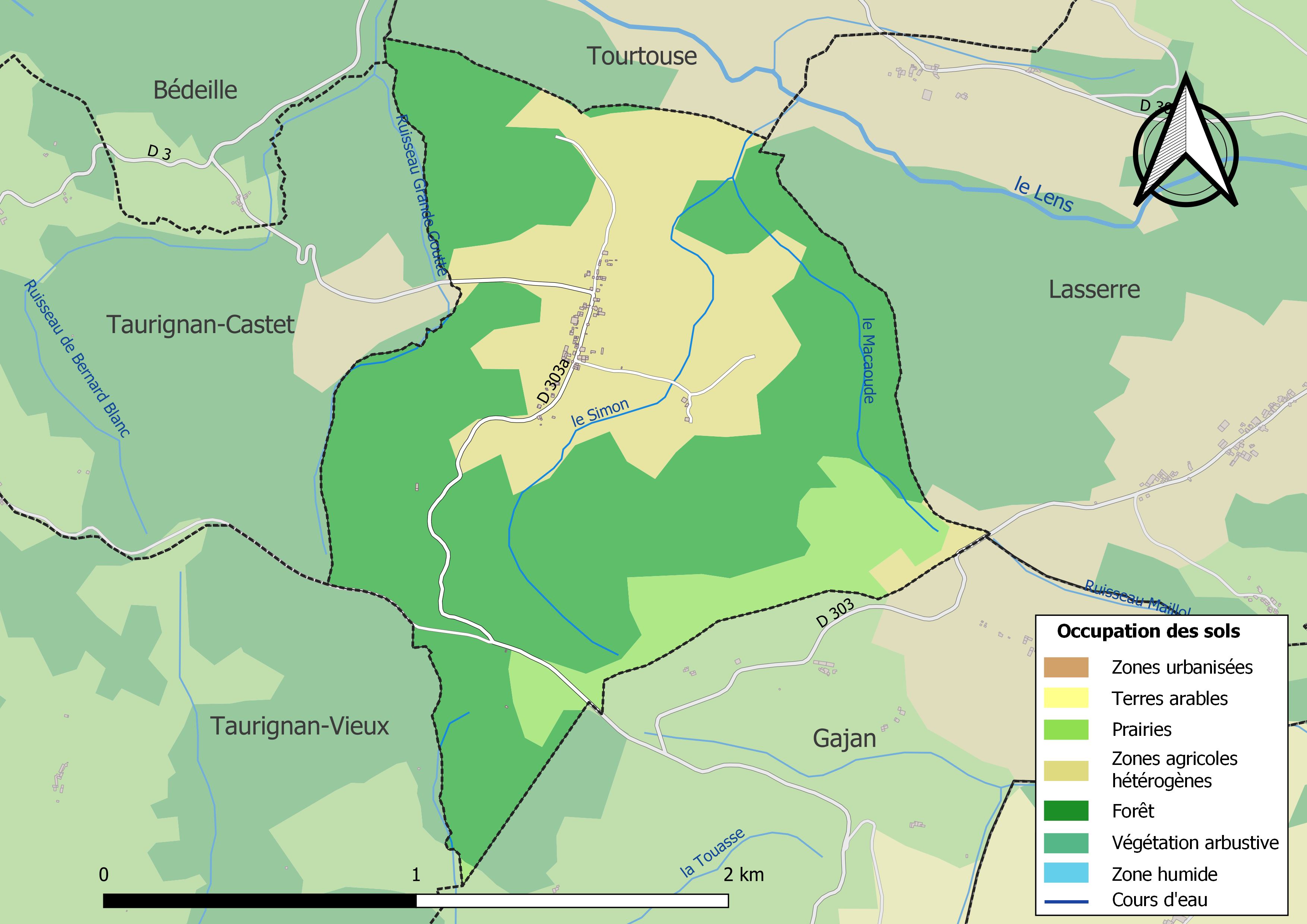
Carte des infrastructures et de l'occupation des sols de la commune en 2018 (CLC).

L'occupation des sols de la commune, telle qu'elle ressort de la base de données européenne d’occupation biophysique des sols Corine Land Cover (CLC), est marquée par l'importance des forêts et milieux semi-naturels (60,1 % en 2018), une proportion identique à celle de 1990 (60,1 %). La répartition détaillée en 2018 est la suivante : 
forêts (60,1 %), zones agricoles hétérogènes (29,7 %), prairies (10,2 %). L'évolution de l’occupation des sols de la commune et de ses infrastructures peut être observée sur les différentes représentations cartographiques du territoire : la carte de Cassini (XVIIIe siècle), la carte d'état-major (1820-1866) et les cartes ou photos aériennes de l'IGN pour la période actuelle (1950 à aujourd'hui).

### Habitat et logement
En 2018, le nombre total de logements dans la commune était de 27, alors qu'il était de 26 en 2013 et de 27 en 2008.
Parmi ces logements, 63 % étaient des résidences principales, 37 % des résidences secondaires et 0 % des logements vacants. Ces logements étaient pour 96,3 % d'entre eux des maisons individuelles et pour 3,7 % des appartements.
Le tableau ci-dessous présente la typologie des logements à Barjac en 2018 en comparaison avec celle de l'Ariège et de la France entière. Une caractéristique marquante du parc de logements est ainsi une proportion de résidences secondaires et logements occasionnels (37 %) supérieure à celle du département (24,6 %) et à celle de la France entière (9,7 %). Concernant le statut d'occupation de ces logements, 82,4 % des habitants de la commune sont propriétaires de leur logement (70,6 % en 2013), contre 66,3 % pour l'Ariège et 57,5 % pour la France entière.
| Typologie                                               | Barjac | Ariège | France entière |
| ------------------------------------------------------- | ------ | ------ | -------------- |
| Résidences principales (en %)                           | 63     | 65,7   | 82,1           |
| Résidences secondaires et logements occasionnels (en %) | 37     | 24,6   | 9,7            |
| Logements vacants (en %)                                | 0      | 9,7    | 8,2            |

### Voies de communication et transports
Accès par la route départementale D 303A.

### Risques majeurs

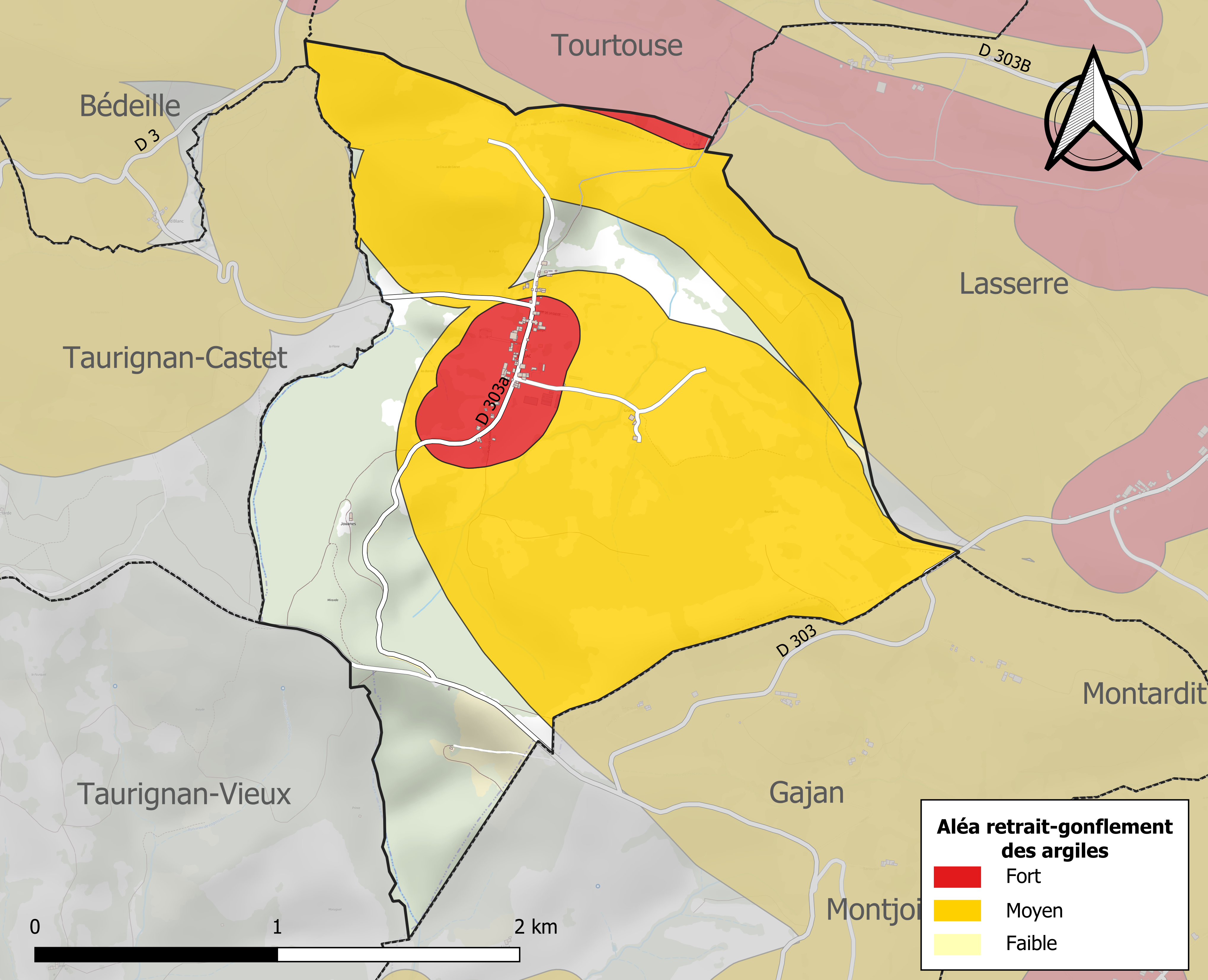
Zonage de l'aléa retrait-gonflement des argiles sur la commune de Barjac.

Le territoire de la commune de Barjac est vulnérable à différents aléas naturels : inondations, climatiques (grand froid ou canicule), feux de forêts, mouvements de terrains et séisme (sismicité modérée),.
Certaines parties du territoire communal sont susceptibles d’être affectées par le risque d’inondation par crue torrentielle d'un cours d'eau, ou ruissellement d'un versant.
Les mouvements de terrains susceptibles de se produire sur la commune sont soit des chutes de blocs, soit des glissements de terrains, soit des effondrements liés à des cavités souterraines, soit des mouvements liés au retrait-gonflement des argiles. Près de 50 % de la superficie du département est concernée par l'aléa retrait-gonflement des argiles, dont la commune de Barjac. L'inventaire national des cavités souterraines permet par ailleurs de localiser celles situées sur la commune.

## Histoire
Une tuilerie a fonctionné sur la commune.

## Politique et administration

### Découpage territorial
La commune de Barjac est membre de la communauté de communes Couserans-Pyrénées, un établissement public de coopération intercommunale (EPCI) à fiscalité propre créé le 18 novembre 2016 dont le siège est à Saint-Lizier. Ce dernier est par ailleurs membre d'autres groupements intercommunaux.
Sur le plan administratif, elle est rattachée à l'arrondissement de Saint-Girons, au département de l'Ariège, en tant que circonscription administrative de l'État, et à la région Occitanie.
Sur le plan électoral, elle dépend du canton des Portes du Couserans pour l'élection des conseillers départementaux, depuis le redécoupage cantonal de 2014 entré en vigueur en 2015, et de la deuxième circonscription de l'Ariège  pour les élections législatives, depuis le redécoupage électoral de 1986.

### Administration municipale
Le nombre d'habitants au recensement de 2017 étant compris entre 0 et 99, le nombre de membres du conseil municipal pour l'élection de 2020 est de sept,.

### Liste des maires
| Période                                  | Période  | Identité      | Étiquette | Qualité                    |
| ---------------------------------------- | -------- | ------------- | --------- | -------------------------- |
| mars 2001                                | en cours | Daniel Artaud | PS        | Retraité Fonction publique |
| Les données manquantes sont à compléter. |          |               |           |                            |

## Population et société

### Démographie
L'évolution du nombre d'habitants est connue à travers les recensements de la population effectués dans la commune depuis 1793. Pour les communes de moins de 10 000 habitants, une enquête de recensement portant sur toute la population est réalisée tous les cinq ans, les populations de référence des années intermédiaires étant quant à elles estimées par interpolation ou extrapolation. Pour la commune, le premier recensement exhaustif entrant dans le cadre du nouveau dispositif a été réalisé en 2004.

En 2022, la commune comptait 43 habitants, en évolution de +4,88 % par rapport à 2016 (Ariège : +1,48 %, France hors Mayotte : +2,11 %).
| 1793 | 1800 | 1806 | 1821 | 1831 | 1836 | 1841 | 1846 | 1851 |
| ---- | ---- | ---- | ---- | ---- | ---- | ---- | ---- | ---- |
| 248  | 249  | 305  | 247  | 301  | 289  | 311  | 288  | 311  |

| 1856 | 1861 | 1866 | 1872 | 1876 | 1881 | 1886 | 1891 | 1896 |
| ---- | ---- | ---- | ---- | ---- | ---- | ---- | ---- | ---- |
| 244  | 303  | 310  | 194  | 187  | 178  | 166  | 157  | 134  |

| 1901 | 1906 | 1911 | 1921 | 1926 | 1931 | 1936 | 1946 | 1954 |
| ---- | ---- | ---- | ---- | ---- | ---- | ---- | ---- | ---- |
| 118  | 110  | 127  | 100  | 91   | 78   | 76   | 51   | 34   |

| 1962 | 1968 | 1975 | 1982 | 1990 | 1999 | 2004 | 2006 | 2009 |
| ---- | ---- | ---- | ---- | ---- | ---- | ---- | ---- | ---- |
| 34   | 30   | 26   | 29   | 29   | 42   | 39   | 39   | 37   |

| 2014 | 2019 | 2022 | - | - | - | - | - | - |
| ---- | ---- | ---- | - | - | - | - | - | - |
| 40   | 42   | 43   | - | - | - | - | - | - |

| selon la population municipale des années : | 1968 | 1975 | 1982 | 1990 | 1999 | 2006 | 2009 | 2013 |
| Rang de la commune dans le département      | 320  | 319  | 295  | 278  | 248  | 293  | 299  | 300  |
| Nombre de communes du département           | 340  | 328  | 330  | 332  | 332  | 332  | 332  | 332  |

## Économie

### Emploi
| Division       | 2008   | 2013   | 2018   |
| -------------- | ------ | ------ | ------ |
| Commune        | 14,3 % | 16,7 % | 4,2 %  |
| Département    | 8,9 %  | 11,1 % | 11,2 % |
| France entière | 8,3 %  | 10 %   | 10 %   |

En 2018, la population âgée de 15 à 64 ans s'élève à 24 personnes, parmi lesquelles on compte 62,5 % d'actifs (58,3 % ayant un emploi et 4,2 % de chômeurs) et 37,5 % d'inactifs,. En  2018, le taux de chômage communal (au sens du recensement) des 15-64 ans est inférieur à celui de la France et du département, alors qu'en 2008 la situation était inverse.
La commune fait partie de la couronne de l'aire d'attraction de Saint-Girons, du fait qu'au moins 15 % des actifs travaillent dans le pôle,. Elle compte 7 emplois en 2018, contre 6 en 2013 et 3 en 2008. Le nombre d'actifs ayant un emploi résidant dans la commune est de 14, soit un indicateur de concentration d'emploi de 50 % et un taux d'activité parmi les 15 ans ou plus de 45,5 %.
Sur ces 14 actifs de 15 ans ou plus ayant un emploi, 7 travaillent dans la commune, soit 50 % des habitants. Pour se rendre au travail, 57,1 % des habitants utilisent un véhicule personnel ou de fonction à quatre roues, 21,4 % s'y rendent en deux-roues, à vélo ou à pied et 21,4 % n'ont pas besoin de transport (travail au domicile).

### Activités hors agriculture
5 établissements sont implantés  à Barjac au 31 décembre 2019.
Le secteur du commerce de gros et de détail, des transports, de l'hébergement et de la restauration est prépondérant sur la commune puisqu'il représente 40 % du nombre total d'établissements de la commune (2 sur les 5 entreprises implantées  à Barjac), contre 27,5 % au niveau départemental.
L'économie de la commune est essentiellement basée sur l'agriculture.

### Agriculture
|                                   | 1988 | 2000 | 2010 |
| --------------------------------- | ---- | ---- | ---- |
| Exploitations                     | 3    | 2    | 3    |
| Superficie agricole utilisée (ha) | 116  | 80   | 71   |

La commune fait partie de la petite région agricole dénommée « Région sous-pyrénéenne ». En 2010, l'orientation technico-économique de l'agriculture  sur la commune est l'élevage d'ovins et de caprins. Trois exploitations agricoles ayant leur siège dans la commune sont dénombrées lors du recensement agricole de 2010 (trois en 1988). La superficie agricole utilisée est de 71 ha.

## Culture et festivités
Ferme pédagogique au village.

### Activités sportives
Randonnée pédestre.

### Écologie et recyclage
La déchetterie du Volvestre ariégeois se trouve sur la commune de Lasserre au lieu-dit Chaumes.

## Culture locale et patrimoine

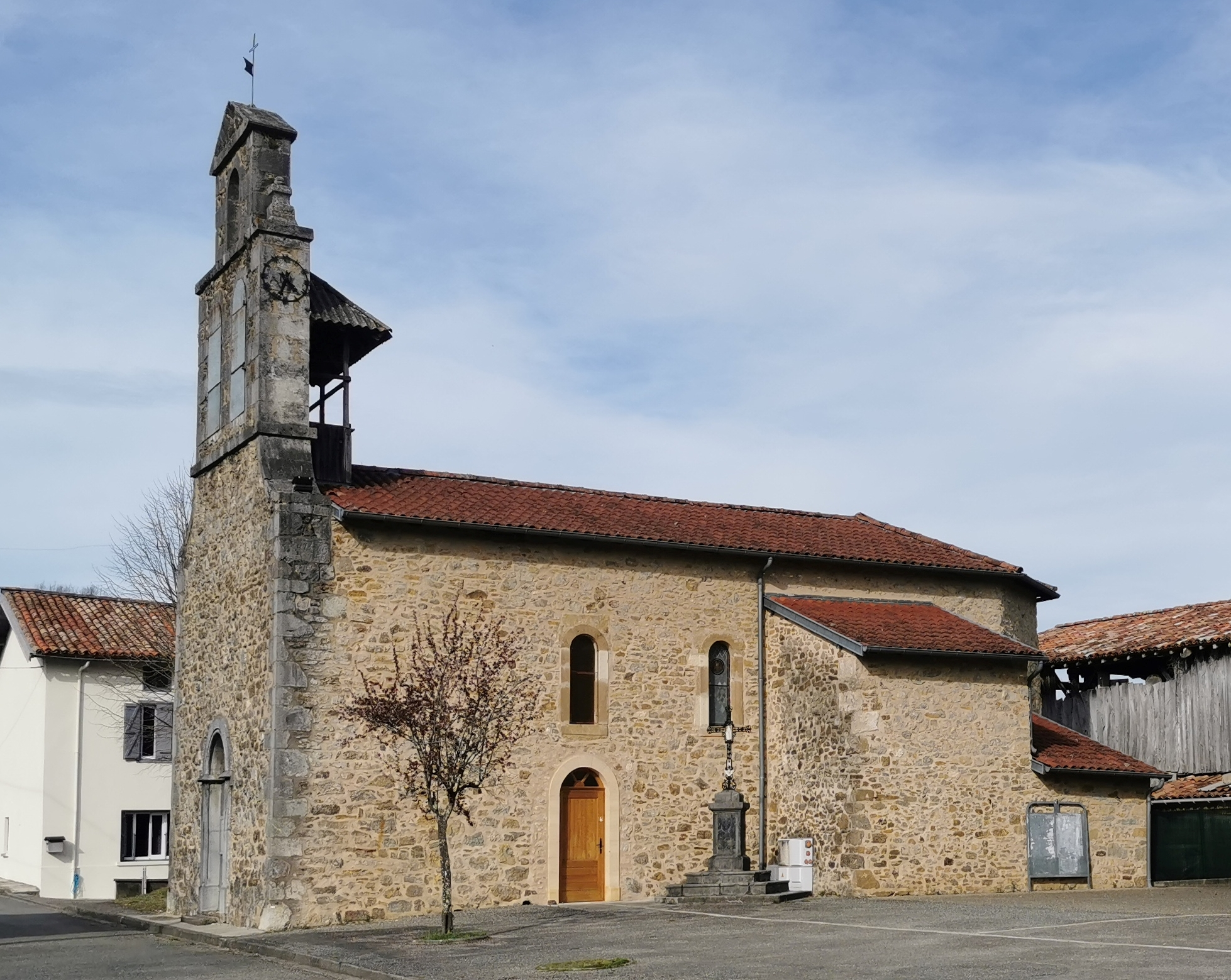
L'église en mars 2023.

### Lieux et monuments
- Église Saints Côme et Damien avec un clocher-mur.

### Héraldique
| Blason de Barjac | Blason  | D'azur à un palmier de sinople fûté et fruité d'or, accompagné en pointe de deux branches de laurier de sinople, les tiges passées en sautoir en pointe et liées d'or, au chef d'or chargé de trois pals de gueules. |
| Blason de Barjac | Détails | Le statut officiel du blason reste à déterminer. |

## Pour approfondir